# Damien Tarantola
Damien Tarantola (* 14. Oktober 1991) ist ein ehemaliger französischer Skilangläufer.

## Werdegang
Tarantola gab im Januar 2009 mit Rang 55 über 10 km Freistil in Méaudre sein Debüt im Alpencup. Seine erste Punkteplatzierung erreichte er im Dezember 2011 mit Platz 28 über 10 km klassisch in St. Ulrich am Pillersee, sein erstes Top-Ten-Resultat einen Monat später mit Rang fünf beim Skiathlon in Zwiesel. Im Januar 2013 startete Tarantola beim 15-km-klassisch-Massenstartrennen in La Clusaz erstmals im Weltcup, verpasste als 59. aber die Punkteränge. Ein Jahr später gewann Tarantola bei den U23-Weltmeisterschaften im Fleimstal Silber im Skiathlon. Bei seinen nächsten Starts im Dezember 2014 in Lillehammer und Davos platzierte er sich wie bei seinem Debüt jenseits der Top 50. Im Alpencup erreichte er im März 2015 beim Prolog des Etappenrennens in Chamonix als Dritter das Podium. Im April 2015 wurde Tarantola Vierter beim Ugra Ski Marathon. Zu Beginn der Saison 2015/16 erreichte Tarantola mit Rang vier über 15 km Freistil in Prémanon seine insgesamt dritte Top-5-Platzierung im Alpencup. Es folgten neun Top-Zehn-Platzierungen und zum Saisonende den zweiten Platz in der Gesamtwertung. In der Saison 2016/17 kam er mit sieben Platzierungen unter den ersten Zehn, darunter Platz drei über 15 km klassisch in Planica und Rang zwei im 30-km-Massenstartrennen in St. Ulrich am Pillersee, auf den fünften Platz in der Gesamtwertung des Alpencups. Zudem wurde er Zweiter beim König-Ludwig-Lauf. In der folgenden Saison errang er den 37. Platz beim Ruka Triple und den 34. Platz bei der Tour de Ski 2017/18. Dabei holte er in Ruka mit dem 23. Platz in der Verfolgung seine ersten Weltcuppunkte und erreichte in Oberstdorf mit dem 14. Platz im 15-km-Massenstartrennen sein bestes Ergebnis im Weltcup.
In seiner letzten Saison 2018/19 als aktiver Sportler nahm Tarantola am Worldloppet Cup teil. Dabei kam er sechsmal unter die ersten Zehn, darunter Platz drei beim König-Ludwig-Lauf und jeweils Rang zwei beim Tartu Maraton und Finlandia-hiihto und gewann damit die Gesamtwertung.